# Leonard vs Pepsico, Inc.
Leonard vs Pepsico, Inc., más conocido como el caso Pepsi Points, fue un destacado caso legal en Estados Unidos que examinó la interpretación de ofertas publicitarias como contratos legales. El caso fue presentado ante el Tribunal de Distrito de los Estados Unidos para el Distrito Sur de Nueva York en 1999; la jueza que redacto el caso fue Kimba Wood.
Resumen del Caso

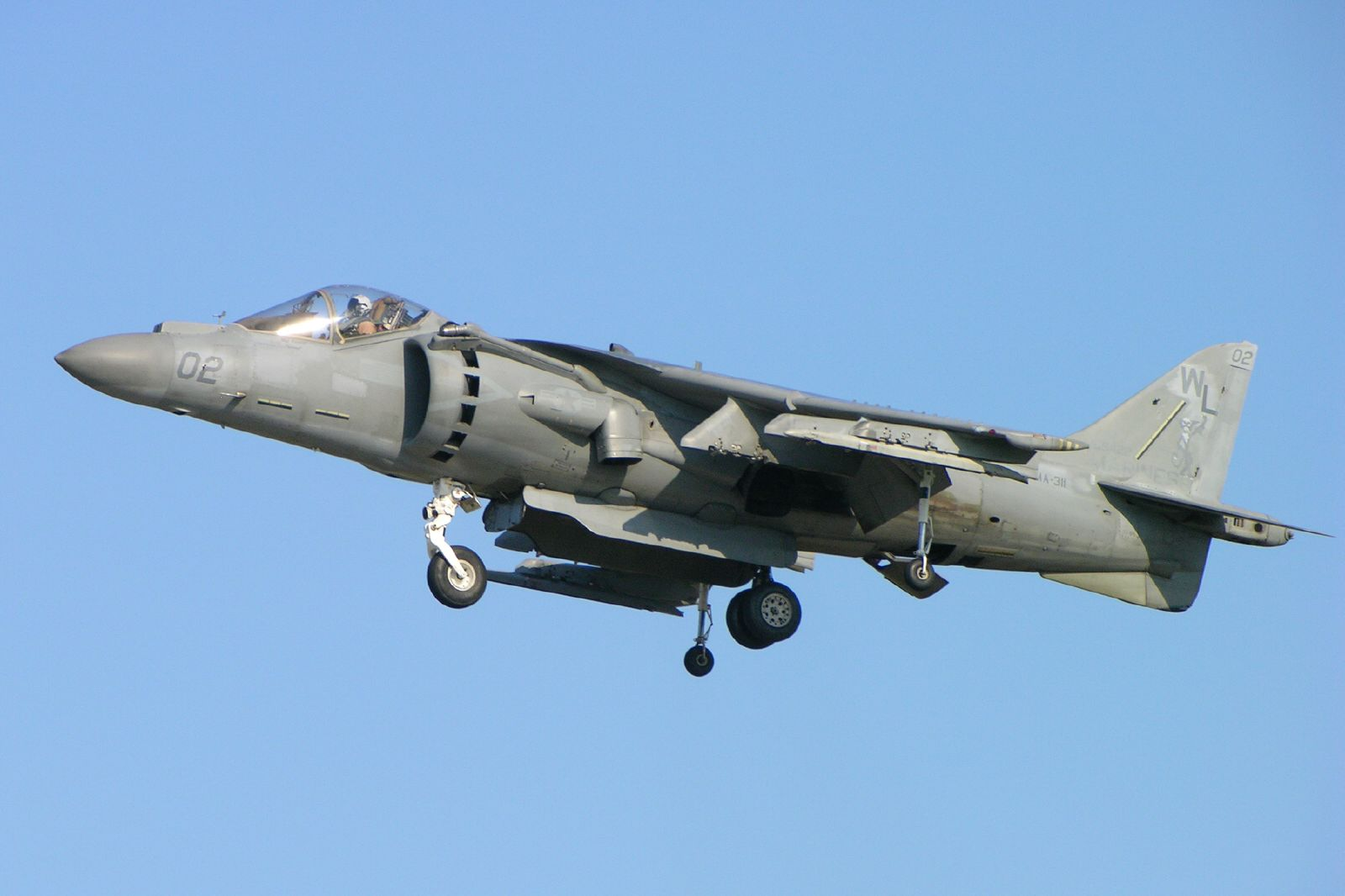
Un avión de salto AV-8 Harrier II, que supuestamente le pertenece al demandante.

En 1996, PepsiCo lanzó un programa de fidelización promocional en el que los clientes podían acumular Puntos Pepsi al comprar sus productos y luego canjearlos por diversos artículos promocionales. Como parte de la campaña publicitaria, la empresa emitió un anuncio de televisión que mostraba al protagonista llegando a su escuela en un avión de combate McDonnell Douglas AV-8B Harrier II, un modelo con capacidad de despegue vertical y un valor estimado de 37,4 millones de dólares en ese momento. El anuncio sugería, de manera humorística, que el avión podría obtenerse a cambio de 7.000.000 de Puntos Pepsi.
El demandante, John Leonard, interpretó el anuncio literalmente y, al descubrir que el programa permitía comprar puntos adicionales a un precio de 10 centavos cada uno, decidió reunir el equivalente a los 7.000.000 de puntos necesarios. Leonard presentó un cheque a PepsiCo por un monto de 700.008,50 dólares, solicitando la entrega del avión. PepsiCo rechazó la solicitud, argumentando que el anuncio era una broma evidente y que no constituía una oferta seria.
Leonard demandó a PepsiCo en un esfuerzo por hacer cumplir lo que consideraba una oferta contractual. Sin embargo, el tribunal, bajo la presidencia de la jueza Kimba Wood, falló a favor de PepsiCo. En su sentencia, Wood determinó que el anuncio no podía interpretarse razonablemente como una oferta seria, dado su tono humorístico y la improbable escena de un avión de combate aterrizando en una escuela. Posteriormente, PepsiCo relanzó el anuncio, aumentando el número de puntos requeridos para el avión a 700.000.000, reafirmando que se trataba de un elemento ficticio de la campaña.
En noviembre del año 2022, Netflix lanzó una serie Documental sobre este caso, titulado Pepsi, Where's My Jet?